# Eugenia subcordata
Eugenia subcordata là một loài thực vật có hoa trong Họ Đào kim nương. Loài này được Wight & Arn. mô tả khoa học đầu tiên năm 1834.